# カルロス・ファヤ
カルロス・エンリケ・ファヤ・リベロ (Carlos Enrique Faya Rivero , 2002年1月18日 - )は、ベネズエラ・カラボボ州プエルト・カベージョ出身のサッカー選手。リーガFUTVE・アカデミア・プエルト・カベージョ所属。ポジション場MF。

## クラブ経歴
地元カラボボ州プエルト・カベージョに本拠地に置くアカデミア・プエルト・カベージョのトップチームに2019年にU-20ユースチームとの2種登録でトップチームに昇格。国内リーグの出場はなかったものの、U-17のベネズエラ代表で中心選手として活躍したことで、ヨーロッパのスカウト陣の注目を集める。
2020年1月30日、エールディヴィジのフォルトゥナ・シッタートに、2019-20シーズン終了までのローン移籍で加入したことが発表された。しかし、リーグ戦は途中で終了となり、ローン契約も更新されず退団となった。

## 代表歴
2019年にU-17のベネズエラ代表で南米U-17選手権に出場した。